# Constantin Dormidontovici Pokrovskii
Constantin Dormidontovici Pokrovskii (n. 1868, Nijnii Novgorod – d. 5 noiembrie 1944, Odesa) a fost un astronom rus, sovietic și ucreainean, membru -corespondent al AȘ din URSS.

## Biografie
C.D. Pokrovskii s-a născut în anul 1868 la Nijnii Novgorod. A absolvit Universitatea din Moscova în anul 1891. Doctor în astronomie al Universității din Moscova (1910) cu o disertație despre  cozile cometare. 
- Rector al Universității din Perm(1917). Astronom superior al Observatorului din Pulkovo din 1920.
- Director-adjunct al Observatorului astronomic Pulkovo (1930-1932).
- Director al Observatorului astronomic din Odesa(1934-1944)
- Decan al facultății de fizică și matematică al Universității din Odesa (1937-1938).
- In anii ocupației românești a Odesei, s- a aflat la Odesa. In anul 1942 a efectuat o călătorie la București în fruntea unei delegații de oameni de știință și pedagogi din Odesa, alcătuită din 50 de persoane, unde s- a întâlnit cu văduva lui Ion Inculet, principesa Roxana Cantacuzino. Principesa i-a aprovizionat cu manuale pentru scoli, reviste științifice și medicamente. La reintoarecerea la Odesa, a fost deschisă o școală cu predare în limba română la Odesa [1]

A decedat  la 11 noiembrie 1944 în închisoarea NKVD din Odesa, în care a fost închis sub acuzația de colaborare cu ocupanții români în timpul ocupației Odesei (1941-1944) și activitate antisovietică în anii antebelici.

## Interese științifice
- Teoria și observațiile cometelor
- Astronomia planetelor
- Observații de eclipse de soare(1912, 1914, 1936)

A publicat circa 80 de lucrări științifice.

## Titluri onorifice
- Membru -Corespondent al Academiei de științe din URSS.
- Membru de onoare al societății astronomice din Rusia.

## Câteva publicații
- Astrophysics Data System
- Biblioteca de stat a Rusiei